# Rosemary Salm-Salm
Rosemary ze Salm-Salmu (Rosemary Friederike Isabella Eleonore Henriette Antonia; 13. dubna 1904, Postupim – 3. května 2001, Persenbeug) byla německá princezna a rakouská arcivévodkyně původem z knížecího rodu Salm-Salmů.

## Rodina
Byla druhou nejstarší dcerou Emanuela Alfreda, dědičného prince ze Salm-Salmu a jeho manželky arcivévodkyně Marie Kristýny Rakouské. Přes svou matku byla vnučkou arcivévody Bedřicha Rakousko-Těšínského a princezny Isabely z Croÿ.

## Manželství a děti
Dne 25. listopadu 1926 (civilně) a 26. listopadu 1926 (církevně) se vdala za arcivévodu Huberta Salvátora Rakousko-Toskánského syna arcivévody Františka Salvátora Rakousko-Toskánského a jeho manželky arcivévodkyně Marie Valerie Habsbursko-Lotrinské. Spolu měli třináct dětí:
- Bedřich Salvátor (1927–1999), sňatek s hraběnkou Markétou Isabelou Kálnoky de Köröspatak
- Anežka Kristýna (1928–2007), sňatek s knížetem Karlem Alfrédem z Lichtenštejna
- Marie Markéta (nar. 1930)
- Marie Ludovika (1931–1999)
- Marie Adléta (nar. 1933)
- Alžběta (1935–1998), sňatek s knížetem Jindřichem Auersperg-Breunner
- Ondřej Salvátor (nar. 1936), sňatek s Marií Espinosou de los Monteros y Rosillo a podruhé s hraběnkou Valerií Podstatskou z Lichtenštejna
- Josefa (nar. 1937), sňatek s hrabětem Klemensem Valdštejnem
- Valerie (nar. 1941), sňatek s markrabětem Maximiliánem Ondřejem Bádenským
- Marie Alberta (nar. 1944), sňatek s baronem Alexandrem von Kottwitz-Erdödy
- Markus (nar. 1946), sňatek s Hildou Jungmayr
- Jan (nar. 1947), sňatek s Annemarie Stummer
- Michael (nar. 1949), sňatek s Evou Antonií von Hofmann

Zemřela 3. května 2001 v Persenbeugu.

## Tituly a oslovení
- 13. dubna 1904 – 25. listopadu 1926: Její Jasnost princezna Rosemary Salm-Salm, Wildgräfin & Rheingräfin zu Salm-Salm
- 25. listopadu 1926 – 3. května 2001: Její císařská a královská Výsost arcivévodkyně a princezna Rosemary Rakouská, královská princezna uherská, česká a princezna toskánská